# 針灸甲乙經
《針灸甲乙經》，全名《黃帝三部鍼灸甲乙經》，是現存最早的一部針灸專書，（公元256-282 年）晉皇甫謐（士安）编辑整理《素问》、《针经》、《明堂孔穴针灸治要》，所編著而成。
全書共十二卷。其内容可以分为两大部分，即基础理论和临床治疗。第一卷到第六卷是论述基础理论的。
第一卷论述中医基础理论，来源为《内经》和《难经》。
第二卷论述经络理论，来源于《内经》和《难经》。
第三卷论述腧穴理论，来源于《明堂孔穴》，其理论主要包括腧穴名称、定位、归经、交会及刺灸禁忌等。所论述腧穴共349个，包括了正中线上单穴49个和两侧双穴300个。其腧穴编排体例也是按照身体的部位划分，头面部、躯干分区编排，而四肢则是分经编排，为后世学习经络作为参考。书中还补充了手少阴经穴和三阴交作为交会穴。在穴位治疗方面，书中提到了水沟治疗癫疾、列缺治疗表证等，对后世的针灸发展功不可没。
第四卷论述脉诊的内容，来源于《内经》。
第五卷论述针道，来源于《内经》和《明堂孔穴》中的刺激禁忌部分。
第六卷是论述病机，来源于《内经》。
从第七卷开始直到第十二卷都是论述临床治疗的病机和主治，治疗病机来源于《内经》，主治来源于《明堂孔穴》。
本书使针灸理论系统化，理论详实，内容实用，可操作性强，为针灸学的经典文献。后世医家均视《甲乙经》为针灸经典，并在此基础上继承和发展。
因為它辑选了《黃帝內經》的部分原文，所以可以视作《内经》最早分类辑本，對於內經研究方面，有重要的地位，可供校订《内经》参考。同时本书也保留了最早的孔穴专书——《明堂孔穴》的原文，为研究和还原《明堂》提供了可信的文献依据，这是本书的最大价值，也是作者皇甫谧对于针灸的最大贡献。其文献学价值可见一斑。

## 成就
早在2000多年前，中国就有论述针灸学相关内容的医学著作，但大多文字深奥、内容缺失或重复，甚至还有错误之处。西晋时期著名学者兼医家皇甫谧通过整理《灵枢》《素问》《明堂孔穴针灸治要》三部著作，在总结前人针灸精髓的基础上，融合自身经验和总结，编撰而成《针灸甲乙经》，又称《黄帝甲乙经》《黄帝三部针经》。该书采用事类相从的方法，删浮词、除重复、论精要，前六卷论述基础理论，后六卷记录各种疾病的临床治疗，为后世针灸学的发展起到承前启后、继往开来的奠基性作用。

## 作者
皇甫谧（215—282年），字士安，幼名静，自号玄晏先生，安定朝那（今甘肃省灵台县）人，具有坚韧顽强、乐观向上的人格魅力，淡泊名利、甘于清贫的思想境界，勤奋好学、兼容创新的精神品质，是一位集文、史、哲、医于一身的著名学者，代表著作有《帝王世纪》《高士传》《针灸甲乙经》等。他文学造诣深、史学贡献大、哲学思想影响深远，并对中国针灸学贡献巨大，被后世誉为“世界针灸鼻祖”。

## 外部連結
- 《四庫全書》本《針灸甲乙經》 （页面存档备份，存于）